# Поддубный (Ростовская область)
Подду́бный — исчезнувший хутор в Миллеровском районе Ростовской области.

## Географическое положение
Располагался на левом берегу реки Полная (левого притока Северского Донца) в 7 км от слободы Мальчевско-Полненская, в 6 км от Туриловки, в 19 км к югу от центра города Миллерово и в 12 км к юго-западу от станицы Мальчевская.

## История
Хутор Поддубный был основан в 1888 году переселенцами из Харьковской губернии.
С ноября 1924 года — в составе Туриловского сельсовета. По данным Всесоюзной переписи населения 1926 года — в Донецком округе Мальчевско-Полненского района Северо-Кавказского края РСФСР; 9 дворов, население — 48 человек (20 мужчин и 28 женщин); все жители — украинцы.
В 1941 году — в Мальчевском районе Ростовской области.

## Религия
До 1912 года жители хутора относились к приходу Николаевской церкви в слободе Мальчевско-Полненской. После открытия в 1912 году церкви в посёлке Туриловка — в приходе Туриловской церкви.